# Прилуцький Микола Степанович
Мико́ла Степа́нович Прилу́цький (рос. Николай Степанович Прилуцкий; 26 січня 1909, Москва, Російська імперія — 25 липня 1990, Москва, СРСР) — радянський звукооператор. Член Спілки кінематографістів СРСР.

## Біографія
Народився 26 січня 1909 року у Москві.
Здобувши середню спеціальну освіту, працював звукооператором на ЦСДФ (1934—1937), на «Мосфільмі» (1937—1939).
З 1939 року на кіностудії «Союзмультфільм». Стояв біля витоків створення кіновиробництва на «Союзмультфільм» (звукоцех).
З 1944—1964 роках — звукооператор кіностудії «Союзмультфільм». З 1964—1974 роках — звукооператор кіностудії «Мосфільм».
У 1974 року вийшов на пенсію. Помер 25 липня 1990 року у Москві.

## Фільмографія
- 1944 Синдбад-мореплавець (Синдбад-мореход)
- 1944 Синиця (Синица)
- 1945 Пропала грамота (Пропавшая грамота)
- 1947 Веселий город (Весёлый огород)
- 1948 Мисливська рушниця (Охотничье ружьё)
- 1948 Казка про солдата (Сказка о солдате)
- 1948 Слон і мураха (Слон и муравей)
- 1948 Федя Зайцев (Федя Зайцев)
- 1948 Чемпіон (Чемпион)
- 1948 Перший урок (Первый урок)
- 1949 Гуси-лебеді (Гуси-лебеди)
- 1949 Зозуля й шпак (Кукушка и скворец)
- 1949 Марійчин концерт (Машенькин концерт)
- 1949 Містер Уовк (Мистер Уолк)
- 1949 Полкан і шавка (Полкан и Шавка)
- 1949 Вартові полів (Часовые полей)
- 1949 Чарівний дзвіночок (Чудесный колокольчик)
- 1949 Чужий голос (Чужой голос)
- 1949 Швидка допомога (Скорая помощь)
- 1950 Чарівний скарб (Волшебный клад)
- 1950 Дівчина в цирку (Девочка в цирке)
- 1950 Дідусь та онучок (Дедушка и внучек)
- 1950 Жовтий лелека (Жёлтый аист)
- 1950 Коли запалюються ялинки (Когда зажигаются ёлки)
- 1950 Здоровань (Крепыш)
- 1950 Лисиця-будівельник (Лиса-строитель)
- 1950 Казка про рибака і рибку (Сказка о рыбаке и рыбке)
- 1951 Висока гірка (Высокая горка)
- 1951 Лісові мандрівники (Лесные путешественники)
- 1951 Ніч перед Різдвом (Ночь перед Рождеством)
- 1951 Хоробре серце (Сердце храбреца)
- 1951 Казка про мертву царівну і сім богатирів (Сказка о мёртвой царевне и семи богатырях)
- 1952 Валидуб (Валидуб)
- 1952 Каштанка (Каштанка)
- 1952 Снігуронька (Снегурочка)
- 1953 Чарівний птах (Волшебная птица)
- 1953 Чарівний магазин (Волшебный магазин)
- 1953 Ворона і лисиця, зозуля і півень (Ворона и лисица, кукушка и петух)
- 1953 Фарбований лис (Крашеный лис)
- 1953 Лісовий концерт (Лесной концерт)
- 1953 Неслухняне кошеня (Непослушный котёнок)
- 1953 Політ на Місяць (Полёт на Луну)
- 1954 У лісовій гущавині (В лесной чаще)
- 1954 Золота антилопа (Золотая антилопа)
- 1954 Мийдодир (Мойдодыр)
- 1954 На лісовій естраді (На лесной эстраде)
- 1954 Помаранчева шийка (Оранжевое горлышко)
- 1954 Підпис нерозбірливий (Подпись неразборчива)
- 1954 Стріла відлітає у казку (Стрела улетает в сказку)
- 1955 Зачарований хлопчик (Заколдованный мальчик)
- 1955 Незвичайний матч (Необыкновенный матч)
- 1955 Острів помилок (Остров ошибок)
- 1955 Пес і кіт (Пёс и кот)
- 1955 Сніговик-поштовик (Снеговик-почтовик)
- 1955 Стьопа-моряк (Стёпа-моряк)
- 1955 Трубка і ведмідь (Трубка и медведь)
- 1955 Хоробрий заєць (Храбрый заяц)
- 1955 Це що за птах? (Это что за птица?)
- 1956 Лелека (Аист)
- 1956 В яранзі горить вогонь (В яранге горит огонь)
- 1956 Дванадцять місяців (Двенадцать месяцев)
- 1956 Кораблик (Кораблик)
- 1956 Маленький Шего (Маленький Шего)
- 1956 Палка-виручалка (Палка-выручалка)
- 1956 Старі знайомі (Старые знакомые)
- 1956 Шакаленя і верблюд (Шакалёнок и верблюд)
- 1957 Верліока (Верлиока)
- 1957 Втілена мрія (Воплощенная мечта)
- 1957 Знайомі картинки (Знакомые картинки)
- 1957 Виконання бажань (Исполнение желаний)
- 1957 Наше сонце (Наше солнце)
- 1957 Привіт друзям! (Привет друзьям!)
- 1957 Снігова королева (Снежная королева)
- 1957 Шостому всесвітньому (Шестому всемирному)
- 1957 Хоробрий оленятко (Храбрый оленёнок)
- 1958 Грибок-теремок (Грибок-теремок)
- 1958 Золоті колоски (Золотые колосья)
- 1958 Котячий будинок (Кошкин дом)
- 1958 Хлопчик з Неаполя (Мальчик из Неаполя)
- 1958 На перехресті (На перекрёстке)
- 1958 Перша скрипка (Первая скрипка)
- 1958 Таємниця далекого острова (Тайна далёкого острова)
- 1959 Три дроворуба (Три дровосека)
- 1959 Скоро буде дощ (Скоро будет дождь)
- 1959 Рівно в 3:15 (Ровно в 3:15)
- 1959 Викрадачі фарб (Похитители красок)
- 1959 День народження (День рождения)
- 1960 Залізні друзі (Железные друзья)
- 1960 Золоте пір'ячко (Золотое пёрышко)
- 1960 Королівські зайці (Королевские зайцы)
- 1960 Муха-Цокотуха (Муха-Цокотуха)
- 1960 Непитущий горобець (Непьющий воробей)
- 1960 Різні колеса (Разные колёса]
- 1960 Старий перекотиполе (Старик перекати-поле)
- 1960 Чоловічка намалював я (Человечка нарисовал я)
- 1961 Великі неприємності (Большие неприятности)
- 1961 Вперше на арені (Впервые на арене)
- 1961 Ключ (Ключ)
- 1961 Козеня (Козлёнок)
- 1961 Мураха-хвалько (Муравьишка хвастунишка)
- 1961 Сімейна хроніка (Семейная хроника)
- 1961 Бабка й мураха (Стрекоза и муравей)
- 1961 Фунтик та огірки (Фунтик и огурцы)
- 1962 Дві казки (Две сказки)
- 1962 Живі цифри (Живые цифры)
- 1962 Зелений змій (Зелёный змий)
- 1962 Королева Зубна Щітка (Королева Зубная Щётка)
- 1962 Небесна історія (Небесная история)
- 1962 Казки про чужі фарби (Сказки про чужие краски)
- 1963 Акціонери (Акционеры)
- 1963 Бабусин козлик (Бабушкин козлик)
- 1963 Ось так тигр! (Вот так тигр!)
- 1963 Мільйонер (Миллионер)
- 1963 Тарганець (Тараканище)
- 1963 Три товстуни (Три толстяка)
- 1963 Жарти (Шутки)
- 1964 Хоробрий кравчик (Храбрый портняжка)